# Гавриїл (Динев)
Митрополит Гавриїл (в миру Цветан Методієв Динєв, 16 липня 1950 Софія) — єпископ Болгарської православної церкви, митрополит Ловчанський.

## Біографія
Народився 16 липня 1950 року в Софії. У 1953 батьки переїжджають до Чехословаччини, де закінчив початкову освіту. 1966 повертається до Болгарії і в 1969 розпочав навчання у Вищому архітектурно-будівельному інституті, який закінчив у 1973 році.
Під час навчання знайомиться з єпископомом Партенієм Левкійським, який став його сповідником і мав на нього сильний вплив. У 1973 році поселяється жити до Клисурського монастиря Святого Петка біля Банкі, де ігуменя черниця Марія стала його духовним наставником. 27 грудня 1979 року в монастирі Партеній Левкійський постриг його в ченці на ім'я Гавриїл. На Вознесіння Христа в 1980 році єпископ Партеній висвятив його в сан ієродиякона, а на Святого Духа того ж року був висвячений в ієромонаха і призначений ігуменом монастиря Святої Петки.
У 1984 році заочно закінчив Софійську духовну семінарію, а восени того ж року розпочинає вивчати богослов'я в Московській духовній академії, де навчався під науковим керівництвом митрополита Пітирима Волоколамського та Юрієвського. 24 травня 1986 року на болгарському подвір'ї святих Кирила і Мефодія в Москві з благословіння Священного Синоду Болгарської православної церкви митрополит Мінський і Білоруський Філарет висвятив його в сан архімандрита. У 1986 захистив докторську ступінь богослов'я під назвою «Характерні особливості подвигу російських сподвижників благочестя в XIX ст.».
З вересня 1986 року очолює Болгарське церковне подвір'яр Московського патріархату. Будучи довіреною особою, він відремонтував подвір'я, збудував нову будівлю та каплицю та відновив усі храмові ікони.
Повернувся до Болгарії в 1991 році і був призначений протосингелом Софійської митрополії, а з 1994 року є настоятелем Клисурського монастиря святого Петка. Під час розколу підтримував єдність Болгарської православної церкви проти так званого Альтернативного синоду. 19 жовтня 1998 року був висвячений на єпископа в Рильському монастирі з титулом Макаріопольський і призначений вікарієм Софійської єпархії..
21 січня був обраний, а 28 січня 2001 канонічно затверджений митрополитом Ловчанським.
У 2007 році став головою Робочої групи з питань релігійної освіти при Синоді. З 2009 року він очолює Вищу церковну раду Синоду, а в 2011 році очолює її культурно-освітній відділ.
Почесний громадянин Ловеча з 26 березня 2015 року «За особистий внесок та заслуги у духовному розвитку та зростанні міста Ловеч».